# 有 (佛教)
有，佛教術語，為十二因緣之一，意指有情存在於三界當中之狀態。說一切有部將其分成四個相續階段，稱為四有。
在古印度哲學中，也被用來指法存在的狀態，又譯為有性、有法、法相。

## 語源
在梵文中，有，原義為存在的狀態，有持續的意思。它源自於梵文動詞भू（bhū），意思為「成為」、「變成」。與真實（bhūta），同樣根源於原始印歐語系詞詞根*bʰuH-。在古希臘哲學及歐洲哲學中的存有（Being），也來自相同的印歐語系詞字根。
在梵文中，有另一個名詞，也被譯為有。

## 概說
淺的來說，佛教中的有可以看成生命的情緒、感覺的心靈存在，或者將佛教中的有可以看成生命從生到死之間的持續狀態，但類似這樣的說法，不能普遍的說明佛教教義當中所涵蓋的生命範圍。
相對於有的存在於世間，出離三界、解脫生死的生滅現象即是涅槃的境界。

## 分類

### 三有
1. 欲界有
2. 色界有
3. 無色界有

### 四有
1. 本有
2. 死有
3. 中有
4. 生有